# Andreas Rett Wiener
Andreas Rett (* 2 de gener de 1924 Fürth– 25 d'abril de 1997 Viena) va ser un autor i neuròleg austríac.

## Biografia
El 1949 va acabar el seu grau en medicina i va treballar com a metge a Innsbruck, Viena i Zúric.
El 1963 va construir una fàbrica, en la que hi podien treballar malalts neurològics .
La seva creença era que els nens discapacitats també tenen dret a la satisfacció de les seves necessitats físiques, emocionals i psicològiques
El 1966 publicava la primera descripció de la síndrome de Rett.
Rett va rebre molts premis, incloent la Gran Medalla d'Honor de la República d'Àustria.

## Obra
- amb Friederike Grasemann i Albertine Wesecky. Musicoterapia per a Discapacitats, Huber Bern 1981, ISBN 3-456-81100-4
- amb Horst Seidler. Das Reichssippenamt entscheidet. Rassenbiologie im Nationalsozialismus, Jugend und Volk Wien 1982, ISBN 3-224-16508-1
- amb Horst Seidler. Rassenhygiene - Ein Weg in den Nationalsozialismus, Jugend-und-Volk Wien 1988, ISBN 3-224-16530-8
- Mongolismus - Biologische, erzieherische und soziale Aspekte, Huber Bern 1983 ISBN 3-456-81088-1.
- amb Bo Olsson. Linkshändigkeit, Huber Bern 1989, ISBN 3-456-81727-4
- Kinder in unserer Hand - Ein Leben mit Behinderten, ORAC Viena 1990, ISBN 3-7015-0178-5
- amb Germain Weber. Síndrome de Down im Erwachsenenalter - Klinische, psychologische und soziale Aspekte beim Mongolismus, Huber Bern 1990, ISBN 3-456-81804-1
- Die Geschichte der Kindheit als Kulturgeschichte, mit Gespräch des Autors mit Hubert Christian Ehalt, Wiener Vorlesungen, Picus Wien 1992, ISBN 3-85452-310-6